# Леонард Зинцендорф
Леонард фон Зинцендорф (на немски: Leonard Sinzendorf; Leonhard II/Leonard von Sinzendorf; † 1571) от род Зинцендорф, от Горна Австрия е господар на Файрег и Ахлайтен. Родът „фон Зинцендорф“ се различава и не трябва да се бърка с род „Цинцендорф и Потендорф“ от Долна Австрия.

## Произход
Той е син на Лоренц Зинцендорфер († 1515) и съпругата му Доротея Мозер († 1548). Внук е на Леонхард Зинцендорфер († ок. 1455) и Барбара Мюлвангер († ок. 1451). Правнук е на Еберхард Зинцендорфер и Барбара Анхангер фон Файрег.
Внукът му Августин фон Зинцендорф е издигнат на фрайхер на 12 август 1610 г. в Прага.
Родът Зинцендорф е издигнат през 1653 г. на имперски граф и 1803 г. на имперски княз. Родът изчезва по мъжка линия през 1822 г.

## Фамилия
Леонард Зинцендорф се жени на 13 януари 1533 г. за Анна фон Харах, наследничка на Гогич († 1571), дъщеря на Ханс фон Харах-Гогич († 1533) и Аполония фон Махвитц. Те имат син:
- Йоахим Зинцендорфер (* юли 1544; † 28 януари 1594, Хорн), съветник на император Максимилиан II, 1570 г. императорски щатхалтер на Долна Австрия, 1577 г. от император Рудолф II е изпратен като императорски пратеник при турския султан Мурад III в Константинопол, женен I. на 18 февруари 1582 г. за Хелена Ланг фон Веленбург († септември 1585), II. за фрайин Мария фон Рюбер (* 1565; † 21 ноември 1594) (имат петима сина).